# 白成豪
白成豪（ペク・ソンホ、백성호、1956年2月10日 - ）は、韓国の囲碁棋士。ソウル市出身、韓国棋院所属、九段。名人戦、王位戦などリーグ入り多数、電子ランド杯王中王戦玄武部優勝など。曺薫鉉、徐奉洙に対して、姜勲、徐能旭、金秀壮、張秀英とともに挑戦五強と呼ばれた一人。

## 経歴
1972年初段。1977年王位戦本戦入り。1980年五段。1982年六段。1988年七段、東洋証券杯ベスト16。1989年名人戦、棋聖戦リーグ入り、KBS杯バドゥク王戦ベスト8。1990年王位戦リーグ入り。1991年八段。1992年国棋戦ベスト4。1993年名人戦ベスト4、倍達王戦ベスト8、SBS杯連勝囲碁最強戦ベスト4。1995年九段。
2004年マキシムコーヒー杯入神連勝最強戦ベスト8。2007年電子ランド杯王中王戦玄武部優勝。電子ランド杯王中王戦本戦ベスト16。2011年三星火災杯世界囲碁マスターズ出場。2012年マキシムコーヒー杯ベスト4。
韓国囲碁リーグでは、2006年にKixxチーム監督として優勝。シニア囲碁リーグでは尚州チームなどで出場。
- 韓国棋院総裁杯シニア囲碁リーグ成績
  - 2016年（尚州コッカム）7-5（優勝）
  - 2017年（尚州コッカム）6-6
  - 2018年（尚州名実王様韓牛）7-5
  - 2019年（尚州名実王様韓牛）9-5
  - 2020年（スター永川）4-10
  - 2021年（データストリームズ）8-6

## 注
1. ↑  netmarble「꽃도 못 피우고 시든 '도전 5强'」2011.12.20
2. ↑  『囲碁年鑑』日本棋院、1989年-1992年